# بويي وونغ
بويي وونغ (بالإنجليزية: Bowie Wong)‏ هو مصمم أزياء تقليدية ومصمم أزياء أسترالي، ولد في 1969.